# میسون، شهرستان آرناک، میشیگان
میسون (به انگلیسی: Mason Township) یک منطقهٔ مسکونی در ایالات متحده آمریکا است که در شهرستان ارناک، میشیگان واقع شده‌است.
 میسون ۸۳٫۱ کیلومتر مربع مساحت و ۸۵۱ نفر جمعیت دارد و ۲۲۷ متر بالاتر از سطح دریا واقع شده‌است.